# Oxytetracyclin
Oxytetracyclin (Synonyme Oxytetrazyklin, Glomycin und Riomitsin, kurz OTC) ist ein Antibiotikum aus der Gruppe der Tetracycline. Es wird lokal und kutan gegen Infektionen durch bestimmte Bakterien angewandt. In der Humanmedizin wird Oxytetracyclin derzeit nur in Augen- und Hautsalben sowie einem Kombipräparat in Kapsel-Form verwendet, früher auch als kristallines Hydrochlorid zur oralen Aufnahme (insbesondere bei Säuglingen und Kleinkindern) in Tropfenform, als Dragées und als Suspension. Weitere Darreichungsformen waren die intravenöse Gabe und Kapseln.
Das Antibiotikum wurde 1948 von A. C. Finlay und seinen Mitarbeitern bei dem Unternehmen Pfizer entdeckt, das 1950 die Massenproduktion des aus den Aktinomycesarten Streptomyces aureofaciens und Streptomyces rimosus dargestellten Tetracyclins in kristallinem Zustand unter dem Handelsnamen Terramycin begann. Die chemische Struktur klärte Robert B. Woodward 1952. 1968 gelang Hans Muxfeldt die Totalsynthese.

## Chemie
Oxytetracyclin ist ein Stoffwechselprodukt der Streptomycete Streptomyces rimosus.
Das gelbe, kristalline Pulver ist hygroskopisch und in Wasser frei löslich. Sein Geschmack ist bitter. In Alkohol ist es nur mäßig löslich. Als Oxytetracyclinbase ist es nur noch schwer in Wasser löslich und sieht eher lohfarben aus.

## Pharmakologie
Oxytetracyclin bewirkt über die Bindung an die 30-S-Untereinheit der Ribosomen eine Hemmung der Proteinbiosynthese bei Bakterien und ist dadurch bakteriostatisch. In hohen Konzentrationen ist es auch in der Lage, die Proteinsynthese bei Säugetieren zu hemmen.
Oxytetracyclin hat ein ähnliches Wirkungsspektrum wie Tetracyclin und wirkt gegen Mycoplasmen, Spirochäten, Chlamydien, Rickettsien sowie einige grampositive (z. B. Propionibacterium acnes) und -negative Bakterien, wobei bei letzteren viele Stämme resistent sind.
In Knochen kann sich OTC in Form von Calciumphosphat-Komplexen anreichern, die nicht antibiotisch wirksam sind und das Knochenwachstum beeinträchtigen können. Bei Einlagerung in den Zahnschmelz kann es zu dessen Gelbfärbung kommen.
Oxytetracyclin verteilt sich in den meisten Geweben, im Zentralnervensystem wird jedoch kein therapeutischer Spiegel erreicht. Es kann die Plazenta passieren. Die Ausscheidung erfolgt über Urin und Kot.

## Einsatzgebiete
In der Humanmedizin kann OTC systemisch bei Infektionen der Luftwege (Sinusitis, Bronchitis) oder als Salbe bei Wunden und Infektionen der vorderen Augenteile und Bindehaut eingesetzt werden. Ebenfalls wird es in der Dermatologie  topisch zur Behandlung von Akne eingesetzt.
In der Tiermedizin wird OTC zur Behandlung von Infektionskrankheiten durch Oxytetracyclin-empfindliche Erreger eingesetzt und ist für alle Nutztiere zugelassen. Die Anwendung sollte stets durch ein Antibiogramm gestützt sein. Wichtigste Einsatzgebiete sind bei Rindern die Anaplasmose, bei Schweinen Pneumonien und akute Schübe der Eperythrozoonose und bei Schafen der Chlamydienabort (Ansteckendes Verlammen). Lokal kann OTC bei Infektionen der Haut (z. B. Moderhinke) eingesetzt werden. Bei Rindern kann OTC lokal in Form von Schaumtabletten in der Gebärmutter bei Nachgeburtsstörungen und als Salbe bei Euterentzündungen eingesetzt werden. Für Schweine findet das Antibiotikum auch in Arzneimittelvormischungen Einsatz.

## Kontraindikationen
Bei Trächtigkeit sollte das Mittel nicht eingesetzt werden. Bei Leber- und Nierenschäden ist eine Dosisreduzierung angebracht.
Bei Überdosierung wirkt Oxytetracyclin stark nierenschädigend und ruft ein Nierenversagen hervor.

## Handelsnamen
Monopräparate
Unguentum Oxytetracyclini SR (D), Spiritus Oxytetracyclini SR (D) sowie ein Generikum (D)
Kombinationspräparate
Corti Biciron (D), Oxytetracyclin-Prednisolon Augensalbe (D), Tetra-Gelomyrtol (D), Trimovate (D)
Präparatenamen in der Tiermedizin sind Aerocyclin (A), Cuxacyclin, Duphacycline (A), Engemycin (A), Medox, Oxipra, Prophylax (A), Terramycin (A), Tetravit (A), Ursocyclin (A),  Vanacyclin (A) sowie diverse Generika (A), OTC-Blauspray (D)